# Гуревич, Исай Израилевич
Исай Израилевич (Исидорович) Гуревич (1912—1992) — советский физик.

## Биография
Сын уроженцев Лепеля Израиля Мордуховича Гуревича и Баси Шаевны Гаухман. В 1934—1945 годах работал в Радиевом институте АН СССР. С 1945 года — руководитель лаборатории Института атомной энергии им. И. В. Курчатова и с 1946 году — профессор Московского инженерно-физического института.
Работы по ядерной физике, теории ядерных реакторов, физике элементарных частиц. Выдвинул гипотезу фазовых переходов ядерной материи. С М. И. Певзнером установил эффект отталкивания ядерных уровней. Совместно с другими коллегами разработал теорию ядерного реактора.
В 1943 году с И. Я. Померанчуком провел общетеоретическое рассмотрение гетерогенных систем с блоками урана с учетом резонансного поглощения нейтронов. Принимал участие в разработке первого советского ядерного реактора.
С Б. А. Никольским предложил новый метод исследования конденсированного вещества, основанный на изучении рецессии и релаксации спина положительного мюона. Открыл явление двухчастотной прецессии мюония в магнитном поле.
Член-корреспондент АН СССР c 26.11.1968 года по отделению ядерной физики (экспериментальная ядерная физика).
Похоронен на Донском кладбище в Москве.

## Награды и премии
- орден Октябрьской Революции (14.07.1982)
- 2 ордена Трудового Красного Знамени (29.10.1949; …)
- 2 ордена «Знак Почёта»
- медали
- Сталинская премия второй степени (1949) — за разработку теоретических вопросов атомных реакторов